# Miss Antwerpen

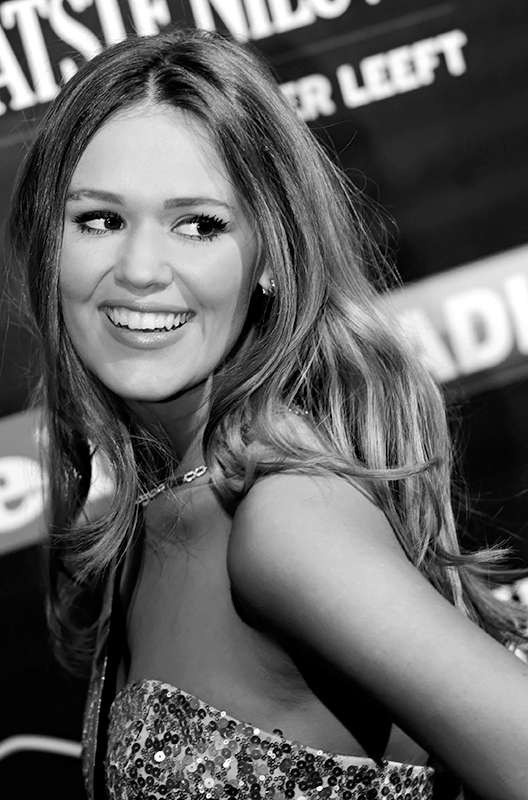
Annelies Törös Miss Antwerpen 2015, Miss België 2015

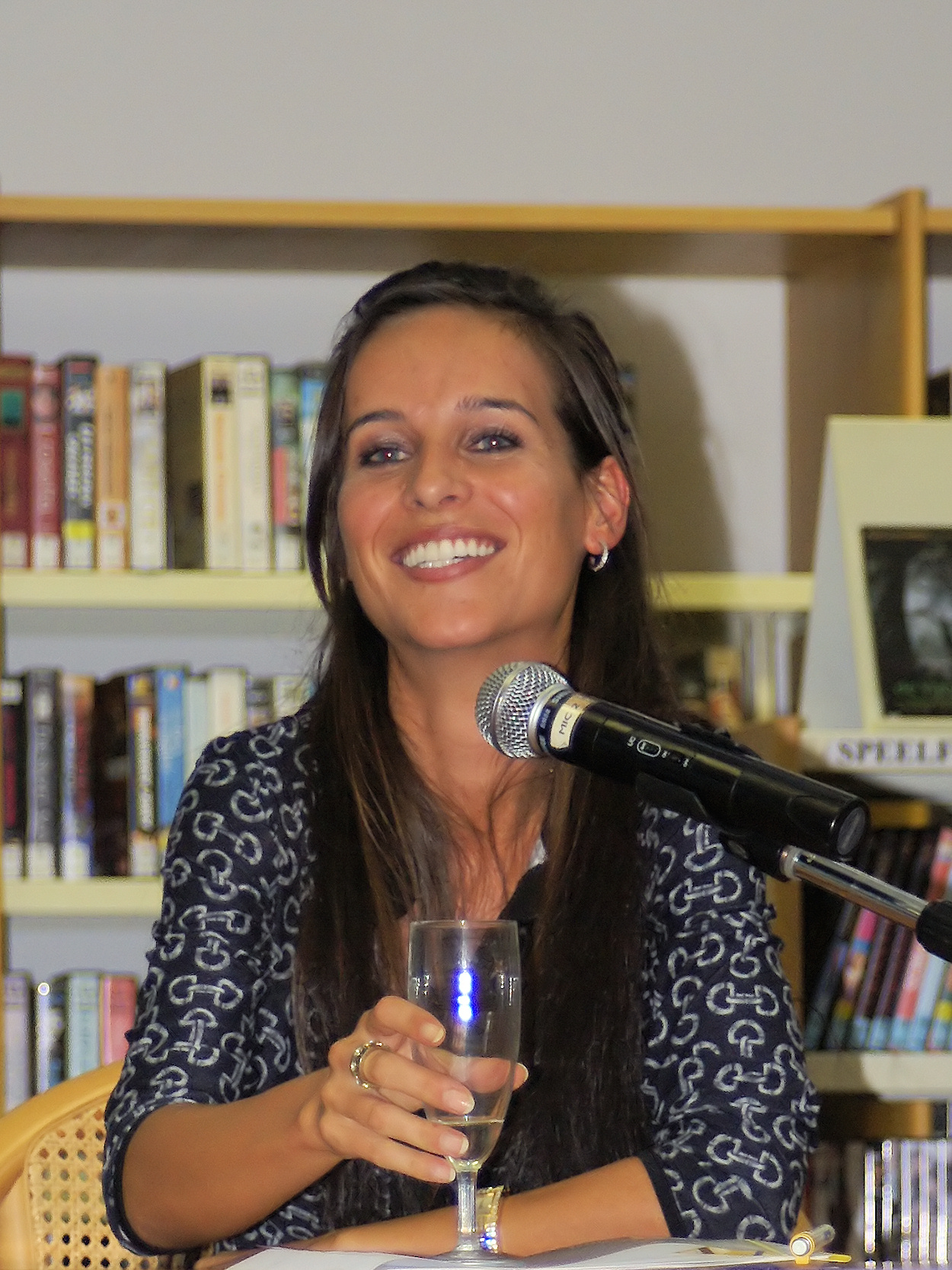
Ann Van Elsen Miss Antwerpen 2002, Miss België 2002

Miss Antwerpen is een jaarlijkse schoonheidswedstrijd ten behoeve van de verkiezing van Miss België, bedoeld voor jonge Belgische vrouwen. De laatste vijf jaar won Miss Antwerpen vier keer deze nationale verkiezing, waarvan de miss zich ook twee keer verder kon plaatsen in een internationale verkiezing als Miss World of Miss Universe.

## Erelijst
| Jaar | Naam                 | Stad/Gemeente     | Opmerkingen                                    |
| ---- | -------------------- | ----------------- | ---------------------------------------------- |
| 2025 | Jetaime Vandeuren    | Heist-op-den-Berg | Top 15 Miss België 2025                        |
| 2024 | Liza-Roos Verbeeck   | Itegem            | Top 15 Miss België 2024                        |
| 2023 | Nell Joostens        | Lint              | Top 15 Miss België 2023                        |
| 2022 | Chiara Catanzaro     | Antwerpen         | 4de eredame Miss België 2022                   |
| 2021 | Véronique Michielsen | Antwerpen         |                                                |
| 2020 | Celine Van Ouytsel   | Herentals         | Miss België 2020                               |
| 2019 | Elena Castro Suarez  | Antwerpen         | Miss België 2019                               |
| 2018 | Angeline Flor Pua    | Antwerpen         | Miss België 2018, Top 30 Miss World 2018       |
| 2017 | Élisabeth Van Dijk   | Antwerpen         |                                                |
| 2016 | Lenty Frans          | Brecht            | Miss België 2016, Miss World Europe            |
| 2015 | Annelies Törös       | Berchem           | Miss België 2015, Top 15 op Miss Universe 2015 |
| 2014 | Sarah van Elst       | Mechelen          | Top 6 Miss België 2014                         |
| 2013 | Rhani Dehenain       | Aartselaar        | Top 15 Miss België 2013                        |
| 2012 | Diona D'Hondt        | Antwerpen         |                                                |
| 2011 | Charis Clement       | Niel              |                                                |
| 2010 | Sarah De Groof       | Malle             | Top 10 Miss België 2010                        |
| 2009 | Lindsey Blassieaux   | Brasschaat        | Top 10 Miss België 2009                        |
| 2008 | Kirsten Mertens      |                   |                                                |
| 2007 | Inge Praats          | Deurne            |                                                |
| 2006 | Kaat Vermeeren       | Lille             |                                                |
| 2005 | Sophie Derijckere    | Wilrijk           | Top 5 Miss België 2005                         |
| 2004 | Ellen Petri          | Merksem           | Miss België 2004                               |
| 2003 | Zoë Van Gastel       | Boechout          | 1e eredame Miss België 2003                    |
| 2002 | An Jaspers           | Antwerpen         | Top 10 Miss Antwerpen 2002                     |
| 2001 | Dina Tersago         | Puurs             | Miss België 2001                               |
| 1999 | Valérie van Gastel   | Merksem           | 2e Eredame Miss België 1999                    |
| 1998 | Tanja Dexters        | Mol               | Miss België 1998                               |
| 1995 | Véronique De Kock    | Schoten           | Miss België 1995                               |

## Internationaal
Miss Antwerpen won het meest de nationale verkiezing (20 keer). De Antwerpse kandidate deed dan ook mee aan verschillende internationale missverkiezingen. Deze missen plaatsen zich voor de (halve) finales. 
| Jaar | Naam               | Opmerkingen                                 |
| ---- | ------------------ | ------------------------------------------- |
| 1984 | Brigitte Muyshondt | 3e plaats Miss International 1984           |
| 1991 | Anke Vandermeersch | Top 6 Miss Universe 1991                    |
| 2015 | Annelies Törös     | Top 15 Miss Universe 2015                   |
| 2016 | Lenty Frans        | Top 10 Miss World 2016 en Miss World Europe |
| 2018 | Angeline Flor Pua  | Top 30 Miss World                           |